# Kubuli socken
Kubuli socken (lettiska: Kubulu pagasts) är ett administrativt område i Balvi kommun i Lettland.